# Світле (Здвінський район)
Світле (рос. Светлое) — село у Здвінському районі Новосибірської області Російської Федерації.
Входить до складу муніципального утворення Нижньоурюмська сільрада. Населення становить 156 осіб (2010).

## Історія
Згідно із законом від 2 червня 2004 року органом місцевого самоврядування є Нижньоурюмська сільрада.

## Населення
| 2002 | 2007 | 2010 |
| ---- | ---- | ---- |
| 226  | ↘202 | ↘156 |